# Élections municipales est-allemandes de 1989
Des élections municipales ont eu lieu en Allemagne de l'Est le 7 mai 1989. Elles sont connues pour les efforts des militants des droits civiques qui ont montré qu'une fraude électorale avait lieu,,.

## Contexte
Les électeurs n'avaient en RDA que le choix d'approuver ou de rejeter une liste présélectionnée de candidats du Front national de la République démocratique allemande. Celui-ci était en théorie une alliance de partis politiques, mais ils étaient tous contrôlés par le Parti socialiste unifié (SED), qui dirigeait la Volkskammer, le parlement est-allemand. Les résultats officiels des élections étaient globalement d'environ 99% de « Oui » en faveur de la liste. Les élections locales précédentes, en 1984, avaient été remportées par les candidats du Front national avec 99,88 %.
Avant les élections, le mécontentement des citoyens à l'égard du gouvernement étaient visibles et le SED craignait un nombre important de votes « non ». Le nombre de demandes d'Ausreiseantrag (de) (permis de quitter le pays) augmente, les conditions de logement sont mauvaises et on constate une pénurie de produits de première nécessité. Dans les semaines précédant les élections, des militants de l'opposition appellent à leur boycott et distribuent un tract critiquant le régime d'Erich Honecker.

## Mise en évidence de la fraude électorale
Des groupes de défense des droits civiques et de simples citoyens ont annoncé qu'ils surveilleraient le décompte des bulletins de vote, comme le permettait la Constitution de l'Allemagne de l'Est. La Stasi les a laissés faire. Des centaines de militants ont participé dans près de 1 000 bureaux de vote et constatent qu'une part importante des citoyens a voté contre les candidats du Front national. Environ 10 pour cent des électeurs avaient barré chaque nom sur la liste, indiquant un vote « Non », et environ 10 pour cent de l’électorat n’avait pas voté du tout. Dans certains bureaux de vote, les chiffres du « Non » étaient encore plus élevés, jusqu'à 20 % des voix ; par exemple, à Berlin-Weißensee, il n'y a eu que 83 % de votes « Oui ».
Le résultat officiel de l'élection est annoncé à 98,85 pour cent de « Oui », ce qui reste le pire résultat jamais enregistré par le Front national. Des preuves flagrantes de fraude électorale sont transmises clandestinement aux médias ouest-allemands qui les diffusent. La nouvelle de la fraude électorale provoque des manifestations en Allemagne de l’Est.
Des plaintes officielles sont soumises au gouvernement est-allemand par des particuliers et des membres de l'Église concernant la fraude électorale mais celles-ci sont rejetées. La Stasi lance des enquêtes contre les plaignants pour diffamation publique.

## Résultats officiels
|                    | Nombre     | Pourcentage |
| ------------------ | ---------- | ----------- |
| Électeurs inscrits | 12 488 742 | 100,00%     |
| Votes exprimés     | 12 335 487 | 98,77%      |
| Votes invalides    | 11 136     | 0,09%       |
| Votes valides      | 12 324 351 | 99,91%      |
| Votes « oui »      | 12 182 050 | 98,85%      |
| Votes « non »      | 142 301    | 1,15%       |

## Conséquences
Des manifestations ont lieu le 7 mai 1989, elles sont réprimées par la Stasi et une centaine de manifestants emprisonnés. Les médias est-allemands ne parlent pas des manifestations, mais celles-ci continuent d'augmenter jusqu'à la chute du mur de Berlin en novembre.